# Sender Kreuzweiler
Der Sender Kreuzweiler ist eine Sendeanlage des Südwestrundfunks (ehemals des Südwestfunks) zur Ausstrahlung von Hörfunksignalen. Er befindet sich nordwestlich der Ortschaft Dilmar nahe der deutsch-luxemburgischen Grenze. Als Antennenträger kommt ein durch Metallrohre gestützter Rohrmast zum Einsatz.
Der Sender versorgt hauptsächlich die Ortschaften im äußersten Südwesten von Rheinland-Pfalz entlang der Mosel, u. a. Kreuzweiler, Palzem, Esingen usw.

## Frequenzen und Programme

### Analoger Hörfunk (UKW)
| Frequenz (MHz) | Programm             | RDS PS   | RDS PI | Regionalisierung | ERP (kW) | Antennendiagramm rund (ND)/gerichtet (D) | Polarisation horizontal (H)/vertikal (V) |
| -------------- | -------------------- | -------- | ------ | ---------------- | -------- | ---------------------------------------- | ---------------------------------------- |
| 97,3           | SWR4 Rheinland-Pfalz | SWR4_TR_ | DCA4   | Trier            | 0,3      | D (0–50°)                                | H                                        |

### Analoges Fernsehen (PAL)
Vor der Umstellung auf DVB-T diente der Sendestandort weiterhin für analoges Fernsehen:
| Kanal | Frequenz (MHz) | Programm        | ERP (kW) | Sendediagramm rund (ND)/ gerichtet (D) | Polarisation horizontal (H)/ vertikal (V) |
| ----- | -------------- | --------------- | -------- | -------------------------------------- | ----------------------------------------- |
| 44    | 655,25         | Das Erste (SWR) | 0,004    | D (195°)                               | H                                         |